# Benjamin Perry
Pour les articles homonymes, voir Perry.
Benjamin "Ben" Perry, né le 7 avril 1994 à Saint Catharines, est un coureur cycliste canadien. 

## Biographie
Il se classe douzième de la Coupe Sels au deuxième semestre 2018.
En août 2019, il termine quatorzième du Grand Prix de la ville de Zottegem.
Alors que son équipe Israel Cycling Academy récupère la licence de Katusha et accède au World Tour sous le nom d'Israel Start-Up Nation, il intègre sa réserve pour la saison 2021, l'équipe continentale Israel Cycling Academy. Il y a un rôle de leader et de capitaine de route auprès des jeunes coureurs israéliens. Il y est accompagné de deux autres canadiens, Carson Miles et Robin Plamondon.
La réglementation permettant à l'équipe World Tour d'aligner des coureurs de sa réserve, il participe au Herald Sun Tour (31e) en février dans une équipe à consonance canadienne avec Guillaume Boivin, Alexander Cataford (15e) et James Piccoli au départ. Il participe ensuite au Tour d'Antalya (31e) avant que la saison ne soit suspendue à cause de la pandémie de Covid-19. Il reprend la compétition sur le Mazovia Tour où son coéquipier Daniel Turek prend la deuxième place du général. Il enchaîne par la Puchar MON (12e) et le GP Kranj (17e). En Pologne, il prend part au Tour Bitwa Warszawska 1920, 7e de la quatrième étape, à la Course de Solidarność et des champions olympiques où Itamar Einhorn devient le premier israélien à remporter une course UCI lors de la première étape, et au Tour of Malopolska (19e).
Le 19 novembre 2020, Astana, qui voit l'arrivée de l'entreprise canadienne Premier Tech comme co-sponsor, annonce l'arrivée de six nouveaux coureurs pour la saison 2021 dont Benjamin Perry,.

## Palmarès sur route

### Par année
- 2014
  -  Champion du Canada sur route espoirs
- 2015
  -  Champion du Canada sur route espoirs
  -  Champion du Canada du critérium
  - 5e étape du Tour de Beauce
  - Tour de Terra Cotta
- 2016
  -  Champion du Canada du critérium
  -  Champion du Canada sur route espoirs
  - 1re étape du Grand Prix cycliste de Saguenay
  - 2e du Grand Prix cycliste de Saguenay
  - 2e du championnat du Canada sur route
- 2017
  - 2e étape du Baltic Chain Tour
  - 3e du Baltic Chain Tour
- 2018
  - 2e du championnat du Canada sur route
- 2019
  - 3e étape du Tour de Corée
  - 2e du Tour de Corée
- 2022
  - 2e du Lincoln Grand Prix
  - 3e du championnat du Canada sur route

### Classements mondiaux
| Année                                 | 2014 | 2015 | 2016 | 2017  | 2018  | 2019 | 2020  | 2021  | 2022 | 2023 | 2024  |
| ------------------------------------- | ---- | ---- | ---- | ----- | ----- | ---- | ----- | ----- | ---- | ---- | ----- |
| Classement mondial                    |      |      | 524e | 1163e | 495e  | 546e | 1922e | 2301e | 325e | nc   | 3068e |
| UCI Europe Tour                       | nc   | nc   | nc   | 750e  | 1035e |      |       |       |      |      |       |
| UCI Asia Tour                         | nc   | nc   | nc   | nc    | 191e  |      |       |       |      |      |       |
| UCI America Tour                      | 395e | 134e | 29e  | nc    | 59e   | 57e  | 182e  | 389e  | 27e  | nc   | nc    |
|                                       |      |      |      |       |       |      |       |       |      |      |       |
| Légende : nc = non classéSource : UCI |      |      |      |       |       |      |       |       |      |      |       |

## Palmarès en cyclo-cross
- 2010-2011
  -  Champion du Canada de cyclo-cross juniors
- 2011-2012
  - 3e du championnat du Canada de cyclo-cross juniors